# 임투철
임투철(1990년 8월 31일 ~ )은 대한민국의 배우이다.

## 출연작

### 드라마
- 《비밀 사이》 (2025년, 왓챠) - 김상식 역
- 《고장난 형제들》 (2024년, 플레이리스트) - 셋째 역
- 《아무도 없는 숲속에서》 (2024년, NETFLIX) - 강기웅 역
- 《하이드》 (2024년, 쿠팡플레이, JTBC) - 조인규 역
- 《사랑한다고 말해줘》 (2023년, ENA)
- 《7인의 탈출》 (2023년, SBS)
- 《종이달》 (2023년, ENA) - 한동일 역
- 《빨간풍선》 (2022년, TV조선)
- 《금혼령, 조선 혼인 금지령》 (2022년, MBC)
- 《일당백집사》 (2022년, MBC)
- 《미남당》 (2022년, KBS)
- 《오늘의 웹툰》 (2022년, SBS)
- 《쉿! 그놈을 부탁해》 (2022년, KT)
- 《펜스 밖은 해피엔딩》 (2022년, 웹드라마) - 강우주 역
- 《팽》 (2021년, 플레이리스트) - 이과장 역
- 《마우스》 (2021년, tvN)
- 《슬기로운 의사생활 시즌2》 (2021년, tvN)
- 《누가 뭐래도》 (2020년, KBS1) - 반찬성 역
- 《비밀의 남자》 (2020년, KBS2) - 주화연이 매수해서 거짓목격 증언한 인터넷 방송인 박상철 역
- 《고백컴퍼니 》 (2019년, 채널A플러스) - 고승민 역
- 《검색어를 입력하세요 WWW》 (2019년, tvN)
- 《로봇이 아닙니다》 (2019년, 웹드라마) - 차현수 역
- 《나쁜 형사》 (2018년, MBC)
- 《단지 너무 지루해서》 (2018년, 웹드라마) - 동근영 역
- 《황금빛 내 인생》 (2017년, KBS2) - 오경민 역
- 《태구드라마 시즌 2》 (2017년, 웹드라마) - 영규 역
- 《수요일 오후 3시 30분》 (2017년, SBS Plus) - 양태경 역
- 《태구드라마》 (2016년, 웹드라마) - 영규 역
- 《이너뷰》 (2016년, 웹드라마) - 폴 초 역

### 영화
- 《우리 안의 그들》 (2021년) - 임종범 역
- 《불꽃놀이》 (2019년)
- 《불행한 여인》 (2018년)
- 《지구인의 연애론》 (2018년)
- 《평행소설》 (2017년) - 남자 역
- 《새벽손님》 (2017년)
- 《너》 (2017년)
- 《오늘의 은유》 (2016년)
- 《오늘의 파스타》 (2016년) - 남자주인공 역